# 平和的核爆発

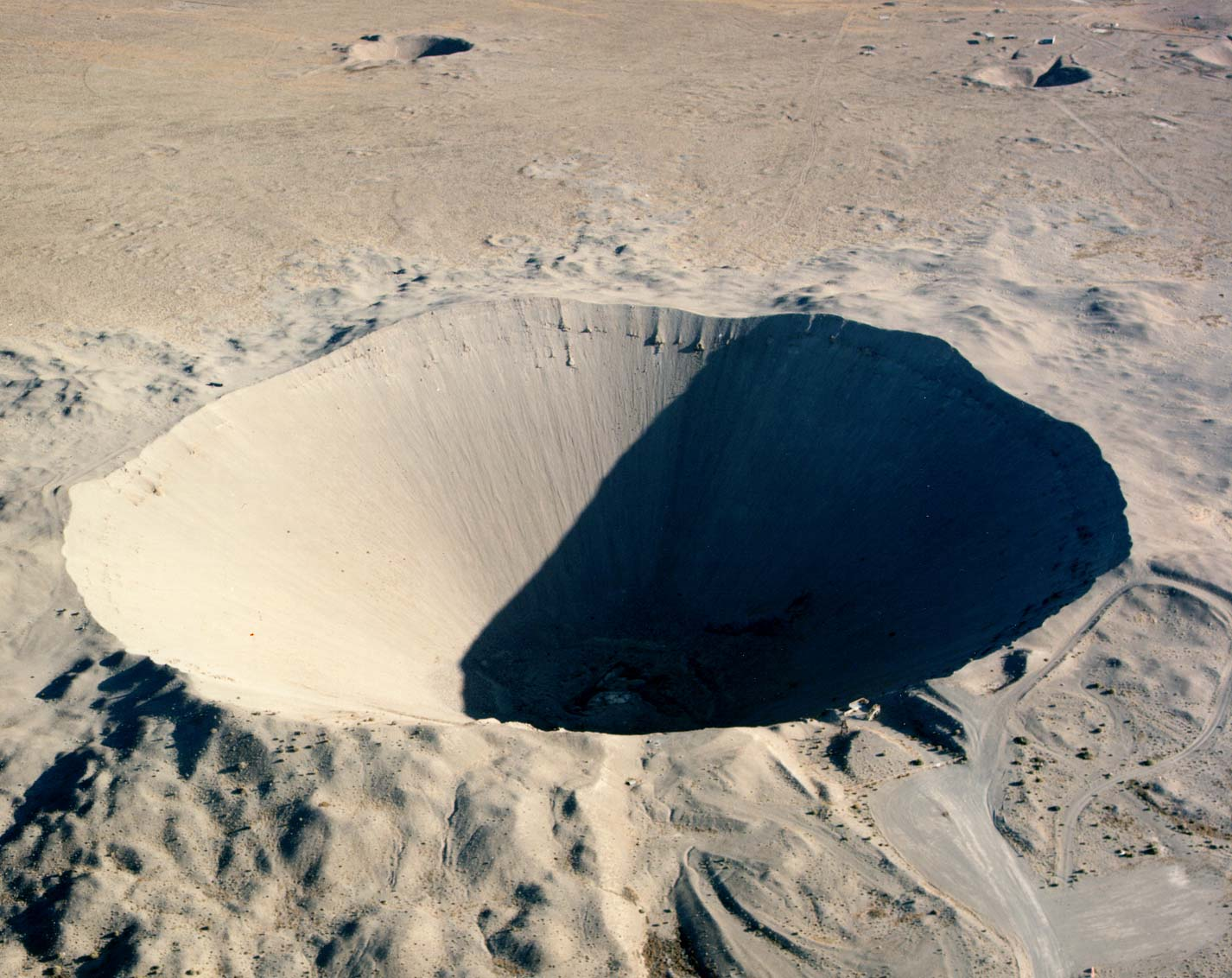
セダン核実験により形成されたクレーター

平和的核爆発（へいわてきかくばくはつ、Peaceful nuclear explosions, PNEs）とは、核爆発を巨大な発破と捉え、土木工事や採掘など平和的に利用することである。
1960年代から1970年代にかけて、アメリカ合衆国やソビエト連邦で何度か試みられた。1968年の核拡散防止条約（NPT条約）第5条においては、非核保有国の締約国は国際的監視の下で平和的核爆発を行うことができるとされた。その後、2000年のNPT運用検討会(the 2000 Review Conference of the Parties to the Treaty on the Non-Proliferation of Nuclear Weapons)において、平和的核爆発も包括的核実験禁止条約（1996年署名・未発効）に抵触する核実験と見なすとされ、事実上、実施が禁止された。

## 概要
核爆発の巨大な威力を軍事用途のみならず、民生用に用いる構想は早期より存在したが、実用化が図られるようになったのは1950年代に入ってからのことである。爆圧・爆風による土砂の移動のみならず、高熱による空洞の生成、衝撃波による地層の破砕も期待されていた。
オイルシェールの採掘に関しては、詳細に検討されている。地下核爆発により生じた空洞は地層の崩落により、縦方向へ拡大し空洞とほぼ同じ面積を持つ縦坑（チムニー）が形成される。このチムニー空間においては、岩石が破砕されているのみならず、核爆発の熱により蒸留作用が生じ、石油の回収が行ないやすくなる。
平和的核爆発においては、核分裂による爆発（原子爆弾によるものと同等）より、核出力が高い一方で崩壊生成物が比較的少ない核融合による爆発（水素爆弾によるものと同等）が用いられる。

## アメリカ合衆国の例
1958年にはチャリオット作戦の名称で、アラスカ州に平和的核爆発により港を掘削する計画があったが、これは実行されなかった。次にプラウシェア作戦の名称で1961年から1973年にかけて28回の核爆発が行われた。ネバダ核実験場で核実験が行われ、1962年7月6日にはセダン核実験によりネバダ核実験場においてクレーター作成の実験が行われている。第2パナマ運河の掘削や油田開発などに用いることが構想されたが、放射能汚染問題を解決できず、1977年には予算が打ち切られ、実用化はなされなかった。

## ソビエト連邦の例
ソビエト連邦では"国家経済のための核爆発"(Nuclear Explosions for the National Economy)の名称で1965年から1988年にかけて、239回の平和的核爆発の実験が行われた。目的はアメリカ合衆国と同じく土木工事目的が中心である。
1965年、実験的にチャガン核実験が行われ貯水池が形成された。
1976年にはシベリアから北極海に注ぐ河川を逆流させ中央アジアの乾燥地帯に注ぐプロジェクトを1981年からの第11次五カ年計画に間に合わせることを決定した。同年、ペチョラ川とカマ川間を3個の核爆薬で掘削し、深さ3-5m、幅350m、長さ700mの溝が形成された。しかし海外からの批判を受け、プロジェクトは中止となった。
ロシア国内ではガス田火災消火や化学兵器の廃棄に有効だと唱える者もいる。実際、1966年9月30日ウズベキスタンで30ktの核を地下で起爆した実験(255 Urta-Bulak)は、原油シャフトを押しつぶすことで3年以上どの方法でも消火できなかった火災を一瞬で止めた。

## エジプトの例
西ドイツは1970年代にエジプト西部のカッタラ窪地に地中海の水を取り込み、水力発電を行うため水路の建設に1から1.5Mtの核爆薬213基を地下100から150mに設置・爆破する平和的核爆発の検討を行っている。従来工法でトンネルを開削する案に対し、核掘削による水路建設案は15%の費用で済む一方で2倍の流量を実現できると算定された。

## その他の提案
この他、クラ地峡での運河の建設計画において、PNEの利用が検討された。このためにインドでは1974年に平和的核実験を実施している。
1958年、日本住宅公団初代総裁である加納久朗は、原爆を使った東京湾の埋め立てによる新首都建設構想を発表した。これは房総丘陵の山々を崩して埋め立て用の土を確保、それを使い東京湾の東半分をすべて埋め立て、ここに皇居を含めた首都機能を移転、新首都「ヤマト」を建設するという壮大な構想だった。崩す山々のうち、堆積岩から成る鋸山については、核爆発によって山全体をゆるませて岩石を掘り出すというプランを提示していた。
また、オリオン計画のような核爆発推進も平和的核爆発に含まれることもある。

## 関連する条約

### 核拡散防止条約
核拡散防止条約第4条においては、原子力の平和利用が謳われている。条約第5条において、平和的核爆発のためであるならば、核兵器保有国が非核兵器保有国の締結国に対して、国際的監視の下で平和的核爆発を行うことができるとされている。

### 平和目的地下核爆発制限条約
平和目的地下核爆発制限条約は1976年10月に米ソ間で締結されたものである。1963年の部分的核実験禁止条約において核爆発は地下に限定されることとなった。平和目的地下核爆発制限条約では、さらに平和目的であったとしても、個々の核爆発は150ktを超えるものではなく、連続した爆発においても合計1,500ktを超えないこと、連続した爆発においても個々の爆発は150ktを超えないことが検証できるようにすることが求められた。これは1974年に合意された地下核実験制限条約と整合性をとるためのものである。